# Leptobia laticornis
Leptobia laticornis is een keversoort uit de familie klopkevers (Anobiidae). De wetenschappelijke naam van de soort is voor het eerst geldig gepubliceerd in 1904 door Fauvel.